# New Gill Beck
Der New Gill Beck ist ein Wasserlauf in Lancashire, England. Er entsteht östlich des Stocks Reservoir unter dem Namen Bond Beck. Er fließt in südlicher Richtung und wechselt seinen Namen zu New Gill Beck. Bei seinem Zusammenfluss mit dem Grunsagill Beck bildet er den Skirden Beck.